# Teruo Kato
Antonio Teruo Kato (Lucélia, 12 de junho de 1954) é um Político brasileiro.

## Vida Pública
Foi presidente do Conselho de Segurança Comunitário de Paranavaí em 1989, da Associação Comercial e Industrial de Paranavaí;
Em 1996 foi eleito Prefeito de Paranavaí, para o mandato de 1997-2000;
Foi entre 2005 e 2006, diretor regional da Associação Brasileira dos Concessionários Chevrolet (Abrac) no Paraná;
Em 2006 foi eleito deputado estadual com mais de 39 mil votos, reeleito em 2010 com mais de 50 mil votos.
Nas eleições de 2014, disputou uma cadeira na Câmara Federal, ficando na segunda-suplência.